# 高棪
高棪（1908年10月25日—2001年8月29日），江蘇南通人，編舞家，1964年在中國文化大學成立臺灣第一個舞蹈科系，被譽為「臺灣舞蹈教育之母」。

## 生平

### 中國大陸時期
高棪生於1908年10月25日，出生地為江蘇南通，祖籍安徽。她自小受家人影響學唱京劇，在金陵女子文理學院二年級時從醫學轉體育系。這段期間，高棪與美籍教授海蒂學舞，因開放式教學方法與敬業態度，而對舞蹈教學嚮往。22歲，她畢業於金陵女子文理學院。
高棪在1939年抗戰期間隨國民政府遷至重慶，在當地的師範學校作舞蹈教員，編創表現仕女優雅一面的《宮燈舞》。抗戰勝利後，她遠至西藏、新疆、蒙古等地研究民族舞蹈。與她一同在邊疆旅行採集舞蹈題材的，是戴愛蓮。高棪也與姊姊高梓編著《拂舞》、《干舞》、《劍舞》、《宮燈舞》。

### 臺灣時期
1949年，高棪到臺灣後，先與姊高梓教於新竹市新竹師範。她們的姪子高煜、姪媳傅禎彝就定居在新竹市。1951年左右，高棪在臺灣山地原住民地區作舞蹈採集。
高棪為師範院校的準教師編創了《採茶舞》。之後，她轉往臺北女子師範專科學校、及台灣師範大學任教。在師專教舞時間，高棪推行民族舞，如《宮燈舞》、《苗女弄杯》等，影響日後臺灣的小學老師都流行教導民族舞。
1960年代開始，高棪與高梓同住於板橋寓所。1963年10月10日國慶大典，高棪教導的大型舞蹈表演，獲張其昀賞識，便特聘她到中國文化學院創立五年制舞蹈專修科。次年7月，高棪帶領舞團赴美國與加拿大表演，日後1968年7月8日獲僑務委員會獎狀。之後，中國文化學院舞蹈音樂科擴大成體育系舞蹈組，到後來獨立為舞蹈系。自高棪在1964年開創臺灣第一個舞蹈科系後，才陸續有其他學校跟進設立。
1968年夏季奧林匹克運動會，由中國文化學院三、四年級女生26人組成舞蹈團赴墨西哥會場表演，就由高棪負責編舞。
跟隨高棪多年的伍曼麗回憶，高教授首將舞蹈納入正統教育體系，早年就參考美國舞蹈教育制度引進西方新觀念，並聘請黃宗良、林懷民、姚明麗、賴秀峰來教導。1972年，高棪藉由畢業學生陳學同引介，聘剛從美國回來的林懷民到中國文化學院音樂舞蹈專修科教舞，日後這些學生就成了雲門舞集創團元老舞者。1980年1月1日，由中國文化學院舞蹈科校友、學生組成的華岡舞蹈團成立，高棪任團長、伍曼麗、江映碧和李維任教師。
與姊姊高梓和姊夫郝更生感情融洽比起來，高棪一生未婚。高棪畢生最大的心願，是寫一本中國舞蹈源流的書。但1986年2月，高梓、高棪的板橋住所失火，珍貴資料和紀念品都焚毀。11月12日，高棪獲民族藝術薪傳獎舞蹈類，以肯定努力於舞蹈教育。次年春，住所原地重建。
1990年8月，高棪從文化大學舞蹈系主任退休，系務交由第一屆學生伍曼麗。退休後，她依然每周一次去文化大學教舞蹈導論。1995年3月22日，文建會策畫「半世紀的腳步」舞展，邀高棪、李淑芬、李彩娥在高雄市文化中心至德堂演出。
高梓去世後，高棪搬到新店與姪兒同住。2001年8月29日，高棪因糖尿病併發胃出血，病逝於恩主公醫院。9月16日追思會在板橋殯儀館舉行時正逢納莉颱風，文化大學董事長張鏡湖親自到場。伍曼麗、姚明麗、蔡麗華、張麗珠、楊桂娟、古名伸、楊素珍、游好彥、王廣生、李英秀、劉黎媖、江映碧等多位臺灣舞蹈界人物也前往哀弔。下午約2點，伍曼麗等人護送高棪的骨灰至三芝鄉的靈骨塔。

## 紀念
為紀念「臺灣舞蹈教育之母」高棪，由新竹交通大學浩然圖書館人員陳立收集相關資訊，作數位特藏。華岡舞蹈團在2001年12月29日在基隆文化中心、次年1月25日在台北國父紀念館演出高棪早年作品《宮燈舞》、《西藏舞》和《採茶舞》。2004年8月31日，江映碧撰寫的《舞動春風一甲子─高棪》等舉行新書發表會。

## 著作
- 高棪. . 復興書局. 1956.
- 高棪. . 海潮出版社. 1961.
- 高棪. . 中央文物供應社. 1983.